# 保罗·普利奇
保罗·普利奇（義大利語：Paolo Pulici，1950年4月27日—），意大利男子足球运动员，场上位置是前锋。他曾代表意大利国家队参加1974年和1978年国际足联世界杯，其中1978年世界杯获得第四名。